# Hlávkov
Hlávkov (deutsch Lukau) ist ein Ortsteil der Gemeinde Vyskytná nad Jihlavou in Tschechien. Er liegt neun Kilometer nordwestlich des Stadtzentrums von Jihlava und gehört zum Okres Jihlava.

## Geographie
Hlávkov befindet sich in der Böhmisch-Mährischen Höhe am Südwesthang des Berges Hlávkovský vrch (Lukauberg, 648 m) über dem Tal des Baches Jiřínský potok. Nördlich erhebt sich der Trojan (659 m), im Süden der U svatého Antonína (Antoniberg, 629 m) und nordwestlich der Holubovsko (675 m).
Nachbarorte sind Struhovec, Větrný Jeníkov und Smrčensko im Norden, Vilémovské Chaloupky, Smrčná und Stará Huť im Nordosten, Bílý Kámen im Osten, Plandry und Vyskytná nad Jihlavou im Südosten, Hubenov und Ježená im Süden, Jiřín im Südwesten, Skřivánek und Zbilidy im Westen sowie Šimanov im Nordwesten.

## Geschichte
Das Gebiet links der Igel gehörte seit dem Mittelalter zu den Besitzungen des Klosters Seelau.
Das Waldangerdorf entstand im Zuge der Kolonisation durch das Kloster und wurde 1359 als Tloukow erstmals urkundlich erwähnt. Die während der Hussitenkriege verwaisten Seelauer Klostergüter übergab König Sigismund 1436 mit Einverständnis des nach Iglau geflüchteten Abtes dem Schutz und der Verwaltung Nikolaus Trčka von Lípas, der dem Kloster im Gegenzuge Gelder für den Wiederaufbau lieh. 1458 schrieb Georg von Podiebrad den Trčka von Lípa den Klosterbesitz in der Landtafel zu, nachdem das Kloster nicht in der Lage war, seine Schuld zu begleichen. 1596 verkauften die Trčka die Güter an die mährische Stadt Iglau, die den neu erworbenen Besitz zum Neuen Gut in Böhmen zusammenfasste. Der Ort verblieb bis 1848 im Besitz der Stadt Iglau. Das Dorf gehörte zur Iglauer Sprachinsel und war gemischt besiedelt.
Nach der Aufhebung der Patrimonialherrschaften bildete Lukau / Hlavkov ab 1850 einen Ortsteil der Gemeinde Deutsch Gießhübel im  Bezirk Polna und ab 1878 im Bezirk Deutschbrod. 1921 wurde Lukau / Hlávkov selbstständig. Während der deutschen Besetzung errichtete die Luftwaffe auf der Anhöhe südöstlich des Dorfes einen Feldflugplatz. Nach dem Zweiten Weltkrieg wurde die deutsche Bevölkerung vertrieben. 1949 wurde die Gemeinde dem Okres Jihlava-okolí zugeordnet, seit 1961 gehört sie zum Okres Jihlava. 1992 wurde Hlávkov zum Ortsteil von Vyskytná nad Jihlavou. 1991 hatte der Ort 79 Einwohner. Im Jahre 2001 bestand das Dorf aus 38 Häusern, in denen 88 Menschen lebten.

## Sehenswürdigkeiten
- hufeisenförmiger historischer Dorfanger mit barocker Kapelle des hl. Adalbert am Dorfteich
- Wassermühle Krumplův Mlýn, nordwestlich am Jiřínský potok
- geschützte Wacholderpopulationen
- Halden des mittelalterlichen Weißensteiner Silberbergbaus
- barocke Betsäule am alten Weg nach Vyskytná nad Jihlavou
- klassizistische Kapelle des hl. Johannes von Nepomuk, am Feldweg zum Trojan, nördlich des Ortes